# Pteronotus psilotis
Pteronotus psilotis és una espècie de ratpenat de la família dels mormoòpids. És endèmic de Mèxic, on viu a altituds d'entre 0 i 1.000 msnm. Es tracta d'un animal insectívor i gregari. Els seus hàbitats naturals van des de les selves pluvials fins als boscos caducifolis secs. Anteriorment era considerat una subespècie del ratpenat de bigotis de Wagner (P. personatus), però diversos estudis publicats a principis del segle XXI l'elevaren a la categoria d'espècie.